# Кремасти (дем Кожани)
Кремастѝ , още Кахирманли или Караманли (на гръцки: Κρεμαστή, до 1927 година Καχηρμανλή, Καραμανλή, Кахирманли, Караманли), е село в Гърция, в дем Кожани, област Западна Македония.

## География
Кремасти е разположено на 570 m надморска височина, североизточно от Кожани.

## История

### В Османската империя
В края на XIX век Кахирманли е турско село в Кожанска каза на Османската империя. Според статистиката на Васил Кънчов („Македония. Етнография и статистика“) през 1900 година в Кахриманли, Кожанска каза, има 35 турци.
На Етнографската карта на Битолския вилает на Картографския институт в София от 1901 година Кахриманли е чисто турско село в Кожанската каза на Серфидженския санджак с 6 къщи.
Според статистика на Серфидженския санджак на гръцкото консулство в Еласона от 1904 година в Караманли (Καραμανλή), Кожанска каза, живеят 55 турци.

### В Гърция
През Балканската война в 1912 година в селото влизат гръцки части и след Междусъюзническата в 1913 година остава в Гърция. В 1913 година селото (Καχρεμανλή) има 84 жители. През 20-те години населението му се изселва в Турция и на негово място са настанени бежанци от Турция. В 1928 година селото е изцяло бежанско с 34 семейства и 146 жители бежанци.
През 1927 година името на селото е сменено на Кремасти.
Населението традиционно произвежда жито, тютюн, картофи и други земеделски продукти, като се занимава и със скотовъдство.
| Година    | 1913 | 1920 | 1928 | 1940 | 1951 | 1961 | 1971 | 1981 | 1991 | 2001 | 2011 | 2021 |
| --------- | ---- | ---- | ---- | ---- | ---- | ---- | ---- | ---- | ---- | ---- | ---- | ---- |
| Население | 84   | 94   | 150  | 221  | 346  | 234  | 132  | 141  | 113  | 114  | 92   | 61   |